# Historia de Luisiana
La historia del área que ahora es el estado de Luisiana empezó hace unos 10 000 años. Las primeras huellas de asentamiento permanente, el que inició el Periodo arcaico, aparecieron hace unos 5.500 años.
Hace unos mil años, la Cultura misisipiana surgió del periodo silvícola, distinguida por el cultivo de maís y un sistema complejo de jefatura. La Cultura misisipiana desapareció hacia el siglo XVI.
La influencia europea empezó en el siglo XVI, y La Louisiane (nombrada en honor de Luis XIV de Francia) se convirtió en una colonia del Reino de Francia en 1682, antes de convertirse en parte de España en 1763. Después de la Compra de Luisiana de 1803, Luisiana formó parte de los Estados Unidos. Antes de la Guerra de Sucesión, Luisiana era un estado esclavista clave, y en 1860, casi la mitad de la población era esclavizada. Lusiana se separó de la Unión el 26 de enero de 1861.
Durante la Reconstrucción, Luisiana estaba bajo la ocupación por el Ejército de los Estados Unidos. En 1898, la legislatura demócrata aprobó una nueva constitución para sacar de los afroestadounidenses el derecho de votar. Los afroestadounidenses no recibieron este derecho hasta el fin del Movimiento por los Derechos Civiles en la década de 1960.

## La Prehistoria de Luisiana

### El Periodo arcaico

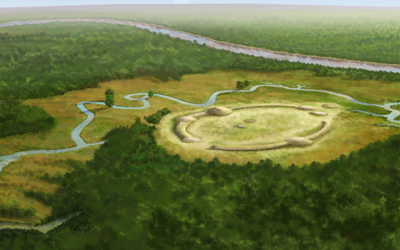
Watson Brake, el complejo de montículos más viejo de Norteamérica.

Durante el Periodo arcaico, Luisina alojaba el complejo de montículos más temprano de Norteamérica. El sitio de Watson Brake es un complejo de montículos en las llanuras del Río Ouachita cerca de la ciudad de Monroe. El sitio data de 3400 a. C., y aparece haber sido abandonado hacia 2800 a. C.
Para el año de 2200 a. C., la Cultura de Poverty Point ocupaba mucho de Luisiana y los estados vecinos. Se ha encontrado evidencia de esta cultura en más de 100 sitios, el más grande y más bien conocido cerca de Epps en Poverty Point. La Cultura de Poverty Point fue posiblemente la primera cultura compleja en los actuales Estados Unidos. Sus miembros vivían en pueblos a lo largo del Río Misisipi. Esta cultura duró hasta aproximadamente 700 a. C.

### El Periodo silvícola

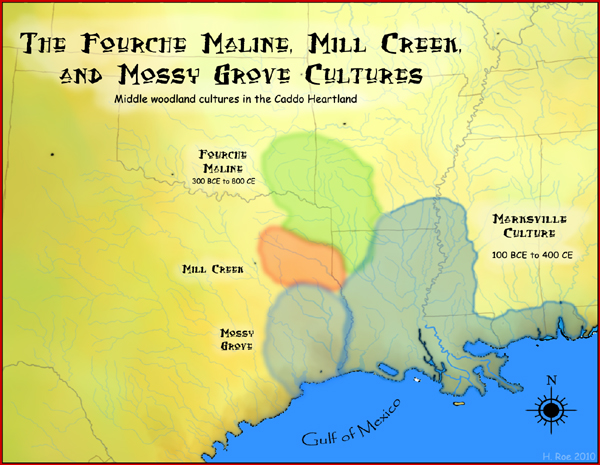
Mapa de las Culturas Fourche Maline y Marksville

En Luisiana, las culturas de Tchefuncte y Lake Cormorant fueron pares del temprano Periodo silvícola. Estas culturas eran distintas de la cultura de Poverty Point; comerciaban en menores distancias, creaban proyectos públicos más pequeños, y adoptaron totalmente la cerámica para el almacenamiento y la cocina. Estas culturas duraron hasta 200 d. C.

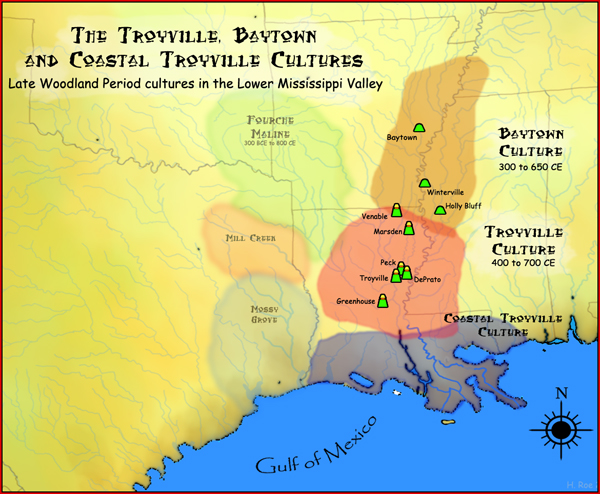
Un mapa del alcance de las Culturas Troyville, Baytown, y Coastal Troyville.

Durante el Medio periodo silvícola surgieron las culturas Marksville y Fourche Maline en Luisiana. Estas culturas coincidieron con la Cultura Hopewell, y participaron en la red de comercio de la Cultura Hopewell.
En este tiempo las poblaciones empezaron a asentarse más, y establecer pueblos permanentes y practicar la agricultura. La población también empezó a expandirse y comerciar con pueblos extranjeros. El comercio con pueblos del sur trajeron el arco y flecha a la región. Las sociedades también experimentaron un aumento de jerarquía en este periodo, y trataban las muertes en maneras cada vez más elaboradas; en ese tiempo se construyeron los túmulos. El poder político empezó a consolidarse, y se construyeron los primeros montículos de plataforma y centros rituales como parte del desarrollo de un liderazgo religioso y político hereditario.

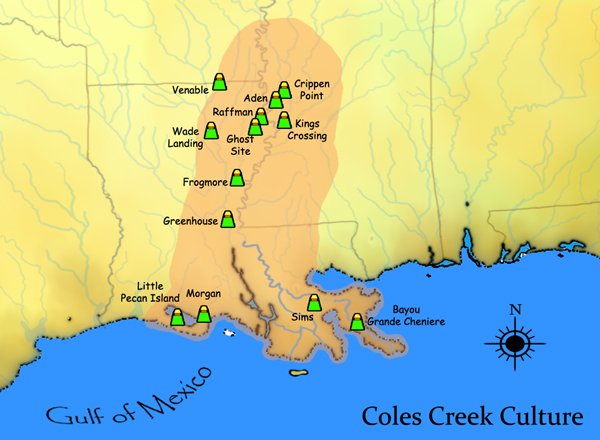
Un mapa del alcance de la Cultura Coles Creek y unos sitios importantes.

Para el año de 400 d. C., el Tarde periodo silvícola había empezado en el estado con las Culturas Baytown, Troyville y Coles Creek. Los arqueólogos han considerado este periodo un tiempo de declive. Los sitios de este periodo son pequeños comparados con sus antecedentes. Mientras que la Cultura Baytown empezó a crear asentamientos más dispersados, la Cultura Troyville continuó construyendo centros de grandes centros de montículos. Los Montículos de Troyville Earthworks una vez alcanzaban a 25 metros de altura.
La Cultura de Coles Creek, que duró desde 700 hasta 1200 d. C., marca un cambio significante en la historia cultural del área. La población aumento dramáticamente, y hay mucha evidencia de una complejidad creciente. Aunque muchos rasgos de los sociedades de jefatura ya no habían aparecido, para el año de 1000 d. C., la formación de sistemas políticos de élites había empezado. Muchos sitios de Coles Creek fueron construidos sobre montículos más tempranos.

### El Periodo misisipiano

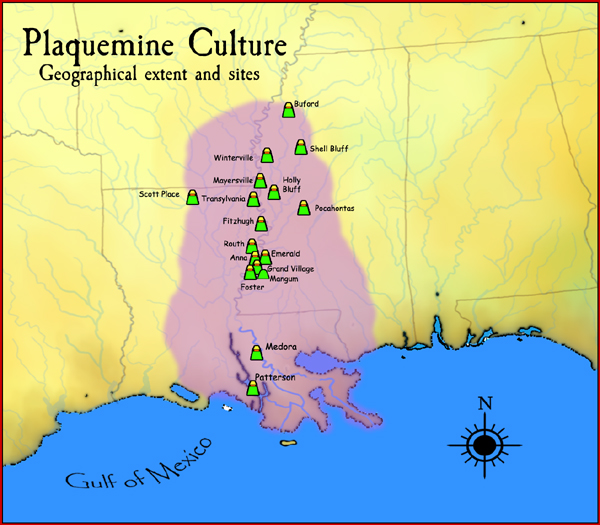
Un mapa del alcance de la Cultura Plaquemine y unos sitios importantes

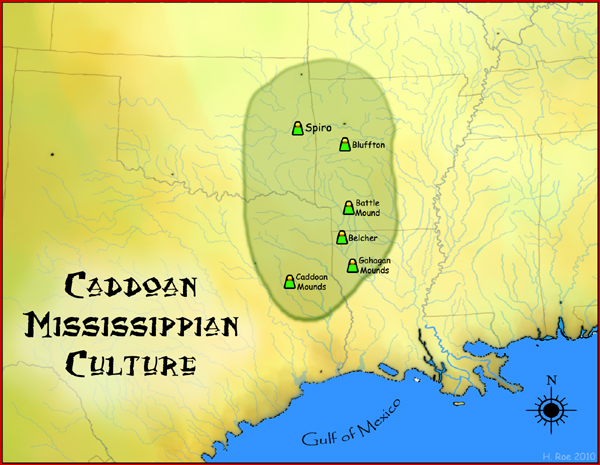
Mapa de la Cultura caddoana y unos sitios importantes

Durante el Periodo misisipiano surgieron las Culturas Plaquemine y Caddoana en Luisiana. Durante este periodo, los pueblos nativos de Luisiana empezaron a adoptar el cultivo del maíz. La Cultura de Plaquemine duró de 1200 d. C. a 1600 d. C. y dejó muchos sitios en el este de Luisiana. La Cultura Plaquemine era coetánea con la cultura misisipiana del sitio Cahokia cerca de San Luis, Misuri. Para el año de 1400 había empezado a unirse con las culturas misisipianas al norte y se convirtieron en la cultura Misisipiana Plaquemine. Arqueólogos consideran estas culturas los antepasados de los pueblos Natchez y Taensa. Esta cultura cubría una gran área del sur de los Estados Unidos, y comparte una continuidad cultural con los Caddo de hoy.

### Contacto europeo
Los primeros exploradores europeos de Luisiana llegaron en 1528, cuando una expedición española guiada por Pánfilo de Narváez localizó la boca del Río Misisipi En 1542, la expedición de Hernando de Soto exploró el norte y oeste del estado y entonces siguió el Río Misisipi al Golfo de México en 1543. La expedición encontró tribus hostiles a lo largo del Río. Los españoles, cuyas ballestas ya no funcionaban, no tenían armas para rebatir los ataques de los nativos. Unos 11 españoles fueron matados a lo largo del Río. Ninguna de las dos expediciones intentaron reclamar el territorio para España.

## Exploración y colonización francesa (1682–1763)
El interés europeo en Luisiana no surgió hasta finales del siglo XVII, cuando expediciones francesas, con fines imperiales, religiosos, o comerciales, establecieron avanzadas en el río Misisipi y la Costa del Golfo. Con sus primeros asentamientos, Francia empezó a reclamar una gran región de América del Norte y intentó establecer un imperio comercial y una nación francesa que se extendería desde el Golfo de México hasta Canadá.

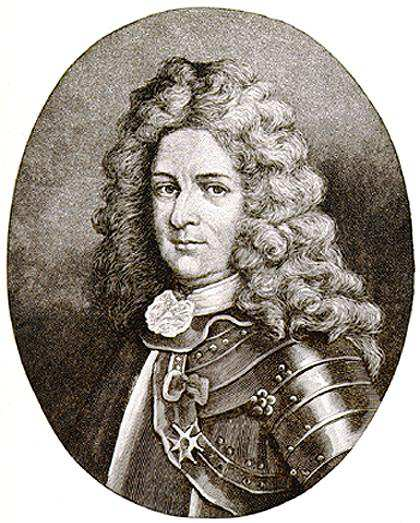
Pierre Le Moyne d'Iberville

El explorador francés Robert Cavelier de La Salle nombró la región Luisiana en 1682 en honor del Rey Luis XIV de Francia. El primer asentamiento permanente, Fort Maurepas (ahora Ocean Springs, Misisipi), fue fundado en 1699 por Pierre Le Moyne d'Iberville, un oficial militar francés de Canadá.
La colonia francesa de Luisiana originalmente reclamó toda la tierra en ambos lados del Río Misisipi y al norte al territorio francés en Canadá alrededor de los Grandes Lagos. Una ordenanza real de 1722 confirmó un reclamo de toda la tierra al sur de los Grandes Lagos entre las Montañas Rocosas y los Montes de Allegheny.
Una generación más tarde, conflictos comerciales entre Canadá y Luisiana resultaron en una frontera definida entre las colonias francesas; en 1745, el gobernador de Luisiana Vaudreuil estableció una frontera oficial entre Canadá y su dominio.
Esta frontera entre Canadá y Luisiana permaneció en vigor hasta el Tratado de París de 1763, en el que Francia se rindió sus territorios al este de Misisipi—excepto Nueva Orleans—a Gran Bretaña.
El asentamiento de Natchitoches en el noroeste del estado de Luisiana fue establecido en 1714 por Louis Juchereau de St. Denis, el asentamiento más viejo de la colonia. El asentamiento fue creado para establecer comercio con los españoles en Texas y para disuadir avances españoles en Luisiana. El asentamiento se convirtió en un puerto rial y encrucijada floreciente. Plantaciones de caña de azúcar también se desarrollaron a lo largo del Río.
Los asentamientos franceses en Luisiana contribuyeron a más exploración y avanzadas. Estos asentamientos se concentraron a lo largo del río Misisipi y sus afluentes principales, hasta el País de los illinois en los estados actuales de Indiana, Illinois y Misuri.
Inicialmente, Mobile y entonces Biloxi sirvieron como capitales de la colonia. En 1722, reconociendo la importancia del río Misisipi en el comercio y asuntos militares, Francia nombró Nueva Orleans la sede de autoridad civil y militar.
La colonización europea en la colonia de Luisiana no era exclusivamente francesa; en la década de 1720, inmigrantes alemanes se asentaron a lo largo del río Misisipi en una región llamada la Costa Alemana.

### Africanos y el inicio de la Esclavitud
En 1719, dos barcos franceses llegaron en Nueva Orleans con los primeros esclavos africanos en Luisiana. Entre 1718 y 1750, comerciantes transportaron miles de africanos esclavizados a Luisiana de la costa occidental de África.

## El Interregno español (1763–1803)
Después de su derrota en la Guerra de los Siete Años, Francia cedió la mayoría de su territorio al este del río Misisipi al Reino de Gran Bretaña. Sin embargo, la región del estado de Luisiana se convirtió en territorio español después de la Guerra.
El dominio español no afectó el paso de inmigración francófona al territorio, la que aumentó debido a la expulsión de los acadianos de Canadá por los ingleses. Muchos miles de refugiados de Acadia (ahora Nueva Escocia) migraron a Luisiana después de su expulsión de Canadá. El primer grupo de unos 200 inmigrantes llegó en 1765, guiado por Joseph Broussard (llamado "Beausoleil"). Se asentaron en la región del sureste de Luisiana, ahora llamada Acadiana. Los refugiados acadianos recibieron un bienvenido de los españoles como una adición a la población católica. Sus descendientes se convirtieron en los cajunes.
Muchos inmigrantes españoles también llegaron. Los inmigrantes de las Canarias eran llamados isleños, mientras que los inmigrantes andaluces eran llamados malagueños. Estos grupos migraron a Luisiana entre 1778 y 1783. Los isleños se asentaron principalmente en la Parroquia de St. Bernard, y los malagueños se asentaron cerca de New Iberia y otras partes del sur de Luisiana.
Las poblaciones libres y esclavizadas aumentaron rápidamente durante los años de dominio español, mientras nuevos colonos importaron grandes números de esclavos para trabajar en plantaciones. Aunque unos colonos americanos trajeron esclavos nativos a Virginia o Carolina del Norte, la mayoría de comerciantes trajo esclavos directamente de África. Entre 1763 y 1800, los esclavos se convirtieron en la mayoría de la población de Luisiana. .
En 1800, Napoleón Bonaparte readquirió Luisiana de España en el Tratado de San Ildefonso, un acuerdo guardado secreto por dos Años. Documentos han revelado que Bonaparte quería reconstruir un gran imperio colonial en América, pero la idea fracasó cuando los franceses no consiguieron reconquistar Saint-Domingue después de su Revolución y perdieron la mayoría de sus tropas.

## Incorporación a los Estados Unidos hasta la Guerra de Secesión (1803–1860)
Como resultado de sus retrocesos, Napoleón abandonó su sueño de un imperio americano y vendió Luisiana a los Estados Unidos en la Compra de Luisiana. Los Estados Unidos dividieron la tierra en dos territorios: el Territorio de Orleáns, el que se convirtió en el estado de Luisiana en 1812, y el Distrito de Luisiana, el que incluía las tierras vastas que se extendían al oeste del Misisipi hasta Canadá. Las Parroquias de Florida fueron anexadas de la República de Florida Occidental, mediante una proclamación por el presidente James Madison en 1810.
La Revolución haitiana (1791-1804) resultó en una gran inmigración de refugiados a Luisiana, donde se asentaron en Nueva Orleans. Estos inmigrantes incluyeron personas de color libres, blancos, y africanos esclavizados. Unos refugiados llegaron inicialmente a Cuba, y vinieron de Cuba en otra oleada de inmigración en 1809. Las personas de color libres contribuyeron a la comunidad de criollos de color, mientras que los inmigrantes blancos contribuyeron a la comunidad de criollos franceses.
En 1811, la revuelta de esclavos más grande de la historia de los Estados Unidos ocurrió en el Territorio de Orleans. Entre 64 y 500 esclavos se rebelaron en la Costa Alemana. Todas las tropas estadounidenses en el área se reunieron para suprimir la revuelta, junto con milicias civiles.

### Estado de Luisiana
Luisiana se convirtió en un estado de los Estados Unidos el 30 de abril de 1812. La frontera occidental con el territorio español permaneció en disputa hasta el Tratado de Adams-Onís de 1819, ratificado en 1821, El área llamado el Estado Libre Sabino servía como una zona neutral, además de un refugio para criminales. Un pueblo de raza mezclada llamado los redbones se asentó en esta parte de Luisiana.
Con el aumento de asentamientos en el Medio Oriente y el Sur durante las primeras décadas del siglo XIX, el comercio y transporte aumentaron dramáticamente en Nueva Orleans. Productos se movieron del Medio Oriente por el río Misisipi para transporte a través del mar, y barcos internacionales llegaron en Nueva Orleans con bienes para el interior. Nueva Orleans era el puerto principal para la exportación de algodón y azúcar. La ciudad creció y la región se volvió muy rica, empezando a atraer inmigrantes a los muchos trabajos de la ciudad.
Para el año de 1840, Nueva Orleans tenía el mercado de esclavos más grande de los Estados Unidos, el que contribuía drásticamente a la economía de la ciudad. La prohibición de importación de esclavos aumentó la demanda de esclavos nacionales. Durante las décadas después de la Guerra de Independencia, más de un millón de esclavos experimentó migración forzoda al Deep South.

## Secesión y la Guerra de Secesión(1860–1865)
Con su economía de plantaciones, Luisiana era un estado que generaba riquezas del labor de esclavos. También tenía una gran población de negros libres. Muchas gens de couleur libre (personas de color libres) en Nueva Orleans eran educadas y de media clase; a diferencia, en 1860 47 por ciento de la población de Luisiana era esclavizada.
La construcción de un sistema de diques fue vital para el cultivo del algodón y la caña de azúcar. Africanos esclavizados construyeron los primeros diques, y más diques eran expandidos y aumentados por obreros irlandeses. Para el año de 1860, Luisiana había construido, casi dos mil kilómetros de diques.
El interés de las élites blancas en mantener el sistema de esclavitud resultó en la decisión de Luisiana de separarse de la Unión en 1861. Con otros estados sureños, Luisiana se separó después de la elección de Abraham Lincoln como presidente. Se anunció la secesión de Luisiana el 26 de enero de 1861, y se convirtió en una parte de los Estados Confederados de América.
Debido a la estrategia de la Unión de dividir la Confederación en dos por tomar el Misisipi, el estado fue derrotado rápidamente en la Guerra de Secesión. Tropas unionistas capturaron Nueva Orleans el 25 de abril de 1862. Una gran parte de la población tenía simpatías unionistas, así que el gobierno federal designó las partes de Luisiana bajo su control un estado en la Unión, con sus propios representantes en el Congreso de los Estados Unidos.

## Reconstrucción y segregación (1865–1929)
Después de la Guerra Civil, la mayoría del Sur, incluyendo Luisiana, estaba bajo la supervisión de gobernadores militares. Luisiana estaba en el Quinto Distrito Militar junto con Texas. En este periodo de Reconstrucción, los esclavos fueron liberados, y todos hombres recibieron el sufragio. Los afroestadounidenses empezaron a vivir como ciudadanos con alguna medida de igualdad bajo la ley.  Libertos y personas de color que eran libres antes de la guerra empezaron a progresar en educación, estabilidad y el empleo. Al mismo tiempo, muchos blancos estaban indignados por la derrota y se movilizaron para aplicar la supremacía blanca, primero mediante el Ku Klux Klan.
En la década de 1870, los blancos aceleraron su insurgencia para retomar control del poder político en el estado. El área del río Rojo fue un sitio de conflicto. El día de Pascua de 1873, unos 85 - 100 negros fueron asesinados en la masacre de Colfax cuando milicias blancas se unieron para desafiar a oficiales republicanos después de la elección gubernativa de 1872.
Grupos paramilitares como la Liga Blanca se formaron en 1874 y utilizarían la violencia y aún asesinatos para sacar a republicanos de poder y intimidar a afroestadounidenses. En 1874 la Liga Blanca cometió la masacre de Coushatta, en la que la Liga mató a seis oficiales republicanos, y hasta 20 testigos libertos.
Más tarde, 5000 miembros de la Liga Blanca lucharon contra 3500 miembros de la Policía metropolitana y la milicia estatal en Nueva Orleans después de exigir la renuncia del gobernador William Pitt Kellogg. Querían reemplazarlo con el candidato demócrata John McEnery. La Liga Blanca tomó control del capitolio y el ayuntamiento por poco tiempo antes de la llegada de tropas federales. En 1876, los demócratas recuperaron el control de Luisiana.
Durante la década de 1880, demócratas blancos empezaron a reducir la registración de votantes negros y blancos pobres por complicar la registración y elecciones. Los demócratas impusieron formas institucionalizadas de racismo, y además intimidaron a republicanos negros. La frecuencia de linchamientos de negros aumentó durante el siglo XIX. En las elecciones de abril de 1896, negros en áreas donde podían votar enérgicamente apoyaron la campaña junta de republicanos y populistas, y en este año había 21 linchamientos de negros en Luisiana.
En 1898, la nueva legislatura, dominada por los blancos demócratas, aprobó una nueva constitución que efectivamente eliminaba el sufragio de negros. El efecto fue inmediato y duradero.
En 1900, la mitad de la población estatal era negra, pero solo unos 5.000 negros eran registrados para votar. Para el año de 1910, menos de 0.5 por ciento de hombres negros elegibles eran registrados. Los demócratas blancos habían establecido el dominio de un solo partido que duraría hasta después de la Ley de derecho de voto de 1965, la que proveyó aplicación federal del derecho de votar.
En el caso de la Corte Suprema Plessy contra Ferguson de 1896, la Corte decidió que facilidades "separadas pero iguales" eran constitucionales en un pleito que venía de Luisiana. La separación, sin embargo, resultó en servicios y facilidades peores para negros.
El 24 - 27 de 1900, surgieron disturbios raciales en Nueva Orleans cuando Robert Charles, un obrero negro, disparó a un policía blanco durante una lucha. Charles se escapó, y durante su persecución, blancos arrasaron la ciudad atacando a negros e incendiando dos escuelas negras. Murieron 28 personas, Charles entre ellas. La mayoría de las bajas eran negras. Los disturbios recibieron atención nacional y sólo terminaron con la intervención de milicias estatales.
Como resultado de su falta de sufragio, afroestadounidenses en Luisiana tenían efectivamente ninguna representación; ya que no podían votar, no podían participar en jurados o en la política local, estatal, o federal. Como resultado, sufrían de financiación insuficiente para escuelas y servicios. Continuaron construyendo sus propias instituciones.
En 1915, la Corte Suprema derrocó la "cláusula del abuelo" en el caso de Guinn contra los Estados Unidos. La cláusula del abuelo había permitido que estados sureños eximieran a los votantes blancos de tomar exámenes de alfabetismo para votar. Por eso, legisladores estatales aprobaron nuevos requisitos que votantes demostraran "comprensión" a un registrador. Administrados subjetivamente, estos exámenes efectivamente continuaron sacando el sufragio de los negros.
A mediados del siglo XX, miles de afroestadounidenses salieron de Luisiana en la Gran Migración a las ciudades industriales del norte. La infestación de gorgojo del algodón y otros problemas agrícolas habían dejado sin trabajo a muchos granjeros, y la continua violencia alejó a muchas familias. Muchos buscaron trabajos, mejor educación para sus niños, y oportunidades de vivir en comunidades donde podían votar, además de un escape de la violencia del Sur.

## Los "Trenes de Huérfanos"
Durante este periodo, Luisiana aceptó a huérfanos católicos en un programa de reasentamiento organizado en Nueva York. Opelousas fue el destino para al menos tres "trenes de huérfanos" que llevaron a huérfanos de Nueva York entre 1854 y 1929. Opelousas fue el corazón de una región tradicionalmente católica de patrimonio francés, español, acadiano, africano, y antillano francés. Familias en Luisiana adoptaron a unos 2000 huérfanos en comunidades rurales.

## La Gran Depresión y la Segunda Guerra Mundial (1929–1945)
Durante una parte de la Gran Depresión, el gobernador Huey Long guio Luisiana. Fue elegido debido a su encanto populista. Aunque popular por sus proyectos de obras públicas, que proporcionaban miles de empleos a los pobres, y por sus programas de educación y sufragio aumentado para blancos pobres, muchos criticaban a Long por su estilo presuntamente demagógico y autocrático. Long controlaba el patrocinio político por todas las ramas del gobierno estatal. Sus planes de redistribución de riquezas en el estado eran especialmente controvertidos. El dominio de Long terminó con su asesinato en el capitolio en 1935.
La movilización para la Segunda Guerra Mundial creó muchos trabajos en la industria de defensa en el estado, atrayendo a miles de granjeros rurales a las ciudades. Sin embargo, miles de negros salieron del estado en la Segunda Gran Migración para buscar trabajos en la industria de defensa en otros sitios.

## La Batalla para los Derechos Civiles (1950–1970)
Para el año de 1948, sólo un por ciento de negros eligibles votaron en las elecciones de Luisiana. Las escuelas y otras facilidades públicas permanecieron segregadas.
Legisladores estatales crearon otras maneras de suprimir votación negra, pero entre 1948 y 1952, con ayuda de organizaciones de derechos civiles en Luisiana, la tasa empezó a subir.
En la década de 1950, el estado creó nuevos requisitos para la registración de votantes, pero la tasa de registración de votantes negros continuó aumentando. El porcentaje de registración negra variaba dramáticamente en la década, de 93.8% en  la Parroquia de Evangeline a sólo 1.7% en la Parroquia de Tensas.
Las pautas de segregación para afroestadounidenses todavía dominaban Luisiana en la década de 1960. A causa de la Gran Migración, y el aumento de otros grupos en el estado, para el año 1960, sólo 32% del estado era negro.
La exclusión de los afroestadounidenses continuó hasta que el Movimiento por los derechos civiles consiguió atención nacional y acción congresional. Esto resultó en la aprobación de la Ley de Derechos Civiles de 1964 y la Ley de derecho de voto de 1965 con el liderazgo del presidente Lyndon Johnson. Para el año de 1968, más de la mitad de afroestadounidenses eligibles se habían registrado para votar en Luisiana.

## El huracán Katrina y sus consecuencias (2005–presente)
En agosto de 2005, Nueva Orleans y muchas otras partes bajas del estado a lo largo del Golfo de México fueron golpeadas por el huracán Katrina. Causó daños severos debido a la brecha de varios diques y la inundación de más de 80 por ciento de Nueva Orleans. Los oficiales emitieron avisos de evacuar la ciudad y sus alrededores, pero miles de personas, la mayoría afroestadounidenses, se habían quedado, muchos varados, y sufrieron el daño de la inundación.
A menudo sin acceso a comida saludable, medicinas o agua, y reunidas en lugares públicos carentes de servicios de emergencia funcionales, más de 1.500 personas murieron en Nueva Orleans después del huracán. El gobierno fracasó a todos los niveles en cuanto a los preparativos pese a los numerosos avisos de huracanes, y la respuesta a la emergencia fue muy lenta.